# Giovanni Mazzotti Biancinelli
Giovanni Mazzotti Biancinelli (Chiari, 1839 – 1919) è stato un letterato, scrittore e politico italiano dell'Ottocento, esponente di primo piano del movimento cattolico bresciano.
Concluse gli studi superiori a Monza, presso il Collegio gesuitico Zucchi. Si laureò in diritto all'Università di Pisa. Si impegnò nella vita politica e scrisse numerose opere di storia, letteratura e filosofia. Gli fu conferita la Croce di Ufficiale della Corona.
Pochi anni prima della morte fece costruire, nella città natale, Villa Mazzotti Biancinelli, progettata nel 1911 dall'architetto torinese Antonio Vandone ed oggi di proprietà comunale.

## Opere
- Africa, Italia e mons. Comboni. Commemorazione letta il 12 marzo 1882 all'Ateneo di Brescia, Brescia, Stab. Stereo tip. G. Bersi, 1882.
- Santina Narcisi Mazzotti Biancinelli. Ricordi e lacrime, esempi e speranze, Brescia, Tip. e lib. Queriniana, 1889.
- Papato unificatore dell'umanità. Discorso letto [...] in Chiari il 4 aprile 1893..., Milano, Tip. Di Serafino Ghezzi, 1893.
- Studio e pratica della religione. Discorso letto in Chiari il 26 giugno 1898..., Brescia, Tip. Ven. A. Luzzago, 1898.
- Esperienza e fede nel secolo che muore, Roma, Tip. dell'Unione cooperativa editrice, 1900.